# 1959–1960-as magyar jégkorongbajnokság
A 23. első osztályú jégkorongbajnokságban öt csapat indult el. A mérkőzéseket 1959. december 8. és 1960. március 4. között rendezték meg a Millenárison.

## OB I. 1959–1960
|    | Csapat       | M  | GY | D | V | GK    | Pont |
| -- | ------------ | -- | -- | - | - | ----- | ---- |
| 1. | Újpest Dózsa | 12 | 9  | 2 | 1 | 76–34 | 20   |
| 2. | Vörös Meteor | 12 | 6  | 2 | 4 | 48–38 | 14   |
| 3. | BVSC         | 12 | 4  | 3 | 5 | 43–45 | 11   |
| 4. | Ferencváros  | 12 | 4  | 3 | 5 | 51–54 | 11   |
| 5. | Bp. Építők   | 12 | 1  | 2 | 9 | 23–70 | 4    |

## A bajnokság végeredménye
1. Újpest Dózsa

2. Vörös Meteor

3. BVSC

4. Ferencvárosi TC

5. Budapesti Építők

## Az Újpest Dózsa bajnokcsapata
Andorka Imre (kapus), Ádám András, Bán József, Bárány István, Boróczi Gábor, Dudar Imre, Hajek Péter, Hága István, Kondorosi Tihamér, Lőrincz Ferenc, Molnár I. Tibor, Molnár II. Tibor, Palotás János, Palotás József, Patócs György, Pásztor Pál (kapus), Rancz Sándor, Vedres Mátyás (kapus), Zima János
Edző: Szamosi Ferenc